# 山本朗
山本 朗（やまもと あきら、1919年〈大正8年〉8月20日 - 1998年〈平成10年〉1月11日）は、日本の新聞記者、実業家。中国新聞社第4代社長。

## 来歴
広島県広島市出身。中国新聞創業家に生まれる。子供時代から優等生で広島高等師範学校附属小学校を5年で修了し、広島県立広島第一中学校に入学。旧制中学を4年修了で旧制広島高等学校に進学。自転車通学で3年間無遅刻、無欠席を続け卒業時には皆勤賞を受けた。同期に永野厳雄（広島県知事）、1年後輩に松谷健一郎（中国電力会長）などがいる。
旧制高校卒業後、東京帝国大学経済学部に進学。1941年4月、実父の山本實一が社長を務める中国新聞社に入社。県政記者などを担当していたが、1944年（昭和19年）3月召集令状が来て呉海兵団へ入隊。主計兵教育を受けた後、短現（短期現役士官）に合格、第12期の海軍主計科見習士官として海軍経理学校へ入校。旧広島総合銀行頭取の篠原康次郎は同期生。1945年（昭和20年）3月木更津の第二海軍航空隊に配属され、佐貫町（現富津市）で終戦を迎える。同年9月12日付で中国新聞社総務局長事務取扱 理事に就任。父とともに会社再興に没頭、その過程で激しい労働攻勢に耐える一幕もあった。1958年（昭和33年）9月専務、1969年（昭和44年）社長に就任。広島経済界の有力企業11社で構成する「二葉会」の一員としても幅広く活躍した。1991年（平成3年）、勲一等瑞宝章を受章。
1998年（平成10年）、急性心筋梗塞のため死去。

## 親族
父の實一も同じく中国新聞社社長を務め、二男の山本治朗も同じく中国新聞社社長を務めた。